# Попени (Бакау)
Попени (рум. Popeni) насеље је у Румунији у округу Бакау у општини Кајуци. Oпштина се налази на надморској висини од 200 m.

## Становништво
Према подацима из 2002. године у насељу је живело 780 становника, од којих су сви румунске националности.